# 1-2-Switch
1-2-Switch is een partyspel uit 2017 dat is ontwikkeld en uitgegeven door Nintendo voor de Nintendo Switch. Het spel maakt gebruik van de Joy-Con spelbesturing waarbij spelers meedoen aan diverse minispellen.

## Spel
1-2-Switch is een spel waarbij spelers voornamelijk gebruik maken van geluidsaanwijzingen in samenwerking met de Joy-Con-controllers. In totaal zijn er 28 verschillende minispellen, die voornamelijk met twee personen worden gespeeld.

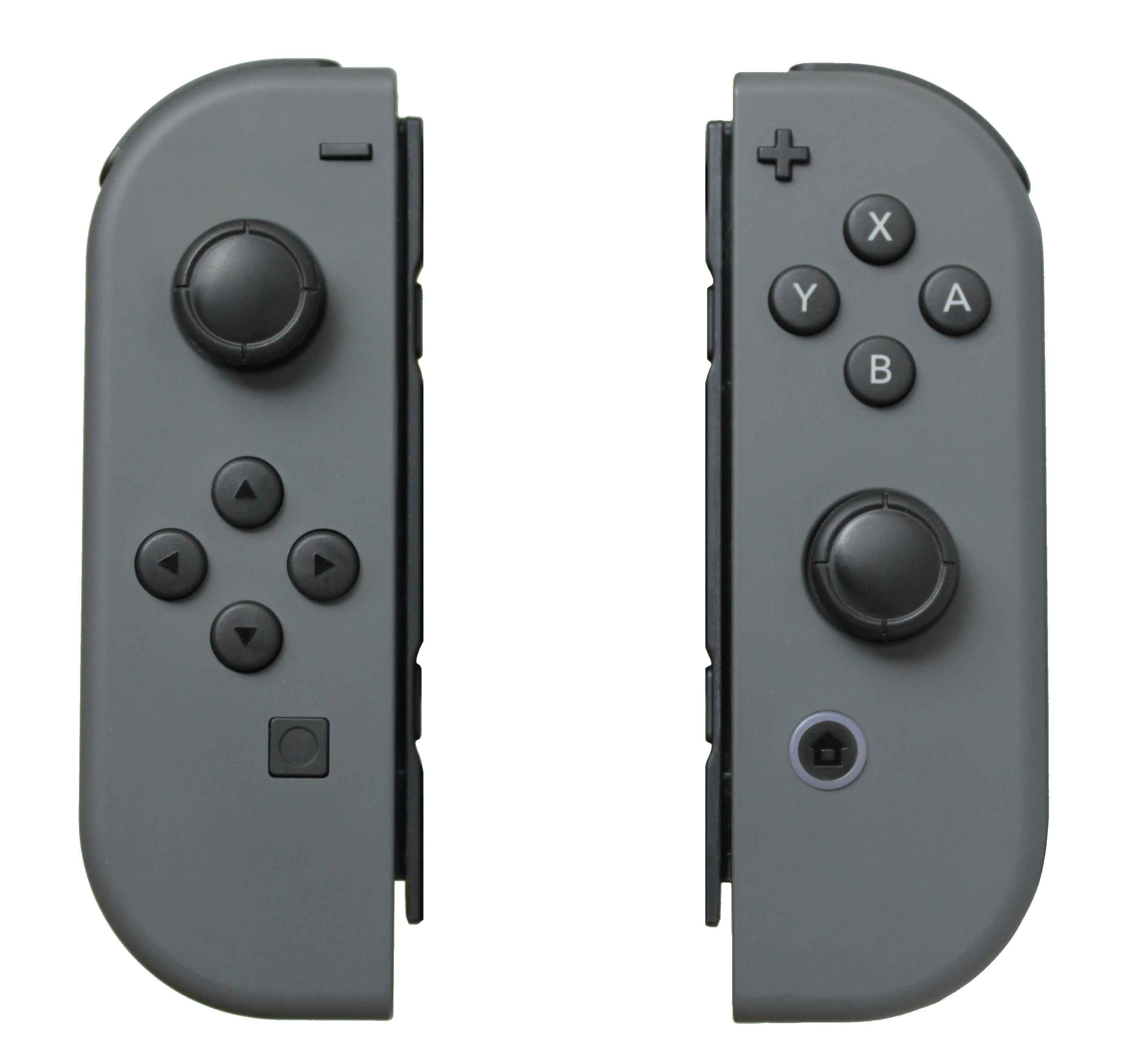
Nintendo Switch Joy-Con Controllers

### Lijst van minispellen
- Luchtgitaar: spelers gebruiken hun Joy-Con om op de maat van de muziek een gitaar te spelen.
- Bedtijd: spelers moeten een baby in slaap wiegen.
- Knikkerkampioen: spelers moeten raden hoeveel ballen er in een doos zitten via de vibratiefunctie van de Joy-Con.
- Honkbal: een speler moet proberen de andere spelers op het thuishonk te krijgen.
- Vlagvete: spelers moeten joggen om als eerste een vlag te bereiken.
- Boksen: spelers moeten proberen de meest accurate stoot uit te delen.
- Spiegeldans: elke speler neemt om de beurt een danshouding aan die de andere speler moet nabootsen.
- Dansvloer: beide spelers moeten vrij dansen op het dezelfde dansritme. Soms stopt de muziek, en spelers moeten dan hun houding vasthouden.
- Eetwedstrijd: spelers moeten hapbewegingen maken met hun mond om als zoveel mogelijk virtuele hamburgers te eten.
- Fopduel: een alternatieve versie van Revolverduel, waarbij spelers woorden te horen krijgen die lijken op "Vuur".
- Apetrots: spelers moeten op hun borst slaan in een bepaald ritme.
- Doorgedraaid: spelers moeten hun Joy-Con zo voorzichtig mogelijk zien te draaien.
- Melktijd: spelers proberen een virtuele koe te melken, met als doel meer melk zien te krijgen dan de tegenstander.
- Bord in balans: spelers moeten hun Joy-Con op een denkbeeldige plaat zien stabiel te houden.
- Revolverduel: een minispel dat lijkt op een ouderwets cowboyspel waarbij spelers op aanwijzing hun revolver moeten trekken.
- Modeshow: spelers luisteren naar muzikale aanwijzingen en moeten diverse poses aannemen.
- Kluiskraak: spelers proberen een kluis te openen door hun Joy-Con te draaien en te letten op subtiele stoten.
- Samoeraiproef: een speler maakt een zwaai-beweging waarbij de andere speler het virtuele zwaard moet opvangen.
- Scheerbeurt: spelers gebruiken hun Joy-Con als scheerapparaten om als eerste hun virtuele baard af te scheren.
- Volg de vlag: spelers krijgen de stem van een mannelijk en vrouwelijk persoon te horen, waarbij het doel is te doen wat de vrouw zegt, en het tegenovergestelde wat de man zegt.
- Hoge ogen: spelers gebruiken hun Joy-Con om dobbelstenen te schudden.
- Knallende kurken: spelers schudden om de beurt hun Joy-Con alsof het een glas frisdrank met prik is.
- Zwaardgevecht: spelers gebruiken hun Joy-Con als zwaarden om met elkaar in gevecht te gaan.
- Tafeltennis: een tafeltennis-spel waarbij spelers een virtuele bal moeten kaatsen.
- Snelle bellers: het doel is om als eerste de Joy-Con op te nemen wanneer een telefoon rinkelt.
- Schatkist: spelers draaien hun Joy-Con om kettingen die om een schatkist zitten los te krijgen.
- Toverstrijd: spelers gebruiken hun Joy-Con als denkbeeldige toverstokken.
- Zen: spelers houden een bepaalde pose vast en moeten zo stil mogelijk blijven staan.

## Ontvangst
1-2-Switch ontving gemixte recensies volgens aggregatiewebsite Metacritic. Nintendo maakte eind april 2017 bekend bijna 1 miljoen exemplaren van het spel te hebben verkocht.